# Чемпіонат світу з футболу 2022 (кваліфікаційний раунд, УЄФА, група C)
Група C кваліфікації УЄФА Чемпіонату світу з футболу 2022 — одна з 10 груп УЄФА у  кваліфікації Чемпіонату світу для визначення команд, які пройдуть до Чемпіонату світу 2022 Катарі. Група C складається з 5 команд: Болгарія, Італія, Литва, Північна Ірландія та Швейцарія. Команди зіграють одна з одною вдома та на виїзді за круговою системою.
Переможець групи потрапить напряму до Чемпіонату світу, а 2-е місце пройде до другого раунду (плей-оф).

## Турнірна таблиця
| Поз | Команда           | І | В | Н | П | ГЗ | ГП | РГ  | О  | Кваліфікація                          |     | Швейцарія | Італія | Північна Ірландія | Болгарія | Литва |
| --- | ----------------- | - | - | - | - | -- | -- | --- | -- | ------------------------------------- | --- | --------- | ------ | ----------------- | -------- | ----- |
| 1   | Швейцарія         | 8 | 5 | 3 | 0 | 15 | 2  | +13 | 18 | Кваліфікація до Чемпіонату світу 2022 |     | —         | 0:0    | 2:0               | 4:0      | 1:0   |
| 2   | Італія            | 8 | 4 | 4 | 0 | 13 | 2  | +11 | 16 | Проходять до плей-оф                  |     | 1:1       | —      | 2:0               | 1:1      | 5:0   |
| 3   | Північна Ірландія | 8 | 2 | 3 | 3 | 6  | 7  | −1  | 9  |                                       |     | 0:0       | 0:0    | —                 | 0:0      | 1:0   |
| 4   | Болгарія          | 8 | 2 | 2 | 4 | 6  | 14 | −8  | 8  |                                       | 1:3 | 0:2       | 2:1    | —                 | 1:0      |       |
| 5   | Литва             | 8 | 1 | 0 | 7 | 4  | 19 | −15 | 3  |                                       | 0:4 | 0:2       | 1:4    | 3:1               | —        |       |

## Матчі
Час вказано в EET/EEST (київський час) (місцевий час, якщо відрізняється, вказано в дужках).
| 25 березня 2021 21:45 (20:45 CET) |

| Італія                       | 2:0                             | Північна Ірландія |
| ---------------------------- | ------------------------------- | ----------------- |
| - Берарді 14' - Іммобіле 39' | Протокол (ФІФА) Протокол (УЄФА) |                   |

| Енніо Тардіні, Парма Арбітр: Алі Палабийик (Туреччина) |

| 25 березня 2021 19:00 |

| Болгарія       | 1:3                             | Швейцарія                               |
| -------------- | ------------------------------- | --------------------------------------- |
| - Десподов 46' | Протокол (ФІФА) Протокол (УЄФА) | - Емболо 7' - Сеферович 10' - Цубер 13' |

| Васил Левський, Софія Арбітр: Никола Дабанович (Чорногорія) |

| 28 березня 2021 21:45 |

| Болгарія | 0:2                             | Італія                               |
| -------- | ------------------------------- | ------------------------------------ |
|          | Протокол (ФІФА) Протокол (УЄФА) | - Белотті 43' (пен.) - Локателлі 83' |

| Васил Левський, Софія Арбітр: Славко Винчич (Словенія) |

| 28 березня 2021 21:45 (20:45 CET) |

| Швейцарія   | 1:0                             | Литва |
| ----------- | ------------------------------- | ----- |
| - Шачірі 2' | Протокол (ФІФА) Протокол (УЄФА) |       |

| Кібунпарк, Санкт-Галлен Арбітр: Маттіас Гестраніус (Фінляндія) |

| 31 березня 2021 21:45 (19:45 BST) |

| Північна Ірландія | 0:0                             | Болгарія |
| ----------------- | ------------------------------- | -------- |
|                   | Протокол (ФІФА) Протокол (УЄФА) |          |

| Віндзор Парк, Белфаст Арбітр: Ігаль Фрід (Ізраїль) |

| 31 березня 2021 21:45 |

| Литва | 0:2                             | Італія                              |
| ----- | ------------------------------- | ----------------------------------- |
|       | Протокол (ФІФА) Протокол (УЄФА) | - Сенсі 48' - Іммобіле 90+4' (пен.) |

| Стадіон ЛФФ, Вільнюс Арбітр: Павел Рачковський (Польща) |

| 2 вересня 2021 21:45 (20:45 CEST) |

| Італія      | 1:1                             | Болгарія       |
| ----------- | ------------------------------- | -------------- |
| - К'єза 16' | Протокол (ФІФА) Протокол (УЄФА) | - А. Ілієв 40' |

| Артеміо Франкі, Флоренція Арбітр: Сердар Гезюбююк (Туреччина) |

| 2 вересня 2021 21:45 |

| Литва           | 1:4                             | Північна Ірландія                                                       |
| --------------- | ------------------------------- | ----------------------------------------------------------------------- |
| - Баравикас 55' | Протокол (ФІФА) Протокол (УЄФА) | - Баллард 20' - Вашингтон 52' (пен.) - Лейвері 67' - Макнейр 82' (пен.) |

| Стадіон ЛФФ, Вільнюс Арбітр: Стефані Фраппар (Франція) |

| 5 вересня 2021 19:00 |

| Болгарія    | 1:0                             | Литва |
| ----------- | ------------------------------- | ----- |
| - Чочев 82' | Протокол (ФІФА) Протокол (УЄФА) |       |

| Васил Левський, Софія Арбітр: Джон Бітон (Шотландія) |

| 5 вересня 2021 21:45 (20:45 CEST) |

| Швейцарія | 0:0                             | Італія |
| --------- | ------------------------------- | ------ |
|           | Протокол (ФІФА) Протокол (УЄФА) |        |

| Санкт-Якоб Парк, Базель Арбітр: Карлос дель Серро Гранде (Іспанія) |

| 8 вересня 2021 21:45 (19:45 BST) |

| Північна Ірландія | 0:0                             | Швейцарія |
| ----------------- | ------------------------------- | --------- |
|                   | Протокол (ФІФА) Протокол (УЄФА) |           |

| Віндзор Парк, Белфаст Арбітр: Гаральд Лехнер (Австрія) |

| 8 вересня 2021 21:45 (20:45 CEST) |

| Італія                                                           | 5:0                             | Литва |
| ---------------------------------------------------------------- | ------------------------------- | ----- |
| - Кен 11', 29' - Уткус 14' (аг) - Распадорі 24' - Ді Лоренцо 54' | Протокол (ФІФА) Протокол (УЄФА) |       |

| Стадіо Мапеі, Реджо-Емілія Арбітр: Крейг Поусон (Англія) |

| 9 жовтня 2021 16:00 |

| Литва                            | 3:1                             | Болгарія       |
| -------------------------------- | ------------------------------- | -------------- |
| - Ласіцкас 18' - Черних 82', 84' | Протокол (ФІФА) Протокол (УЄФА) | - Десподов 64' |

| Стадіон ЛФФ, Вільнюс Арбітр: Євгеній Арановський (Україна) |

| 9 жовтня 2021 21:45 (20:45 CEST) |

| Швейцарія                      | 2:0                             | Північна Ірландія |
| ------------------------------ | ------------------------------- | ----------------- |
| - Цубер 45+3' - Фасснахт 90+1' | Протокол (ФІФА) Протокол (УЄФА) |                   |

| Стад де Женев, Женева Арбітр: Славко Винчич (Словенія) |

| 12 жовтня 2021 21:45 |

| Болгарія           | 2:1                             | Північна Ірландія |
| ------------------ | ------------------------------- | ----------------- |
| - Неделєв 53', 63' | Протокол (ФІФА) Протокол (УЄФА) | - Вашингтон 37'   |

| Васил Левський, Софія Арбітр: Олексій Кульбаков (Білорусь) |

| 12 жовтня 2021 21:45 |

| Литва | 0:4                             | Швейцарія                                          |
| ----- | ------------------------------- | -------------------------------------------------- |
|       | Протокол (ФІФА) Протокол (УЄФА) | - Емболо 31', 45' - Штеффен 42' - Гавранович 90+4' |

| Стадіон ЛФФ, Вільнюс Арбітр: Тьягу Мартінш (Португалія) |

| 12 листопада 2021 21:45 (20:45 CET) |

| Італія           | 1:1                             | Швейцарія    |
| ---------------- | ------------------------------- | ------------ |
| - Ді Лоренцо 36' | Протокол (ФІФА) Протокол (УЄФА) | - Відмер 11' |

| Олімпійський, Рим Арбітр: Ентоні Тейлор (Англія) |

| 12 листопада 2021 21:45 (19:45 GMT) |

| Північна Ірландія | 1:0                             | Литва |
| ----------------- | ------------------------------- | ----- |
| - Шаткус 18' (аг) | Протокол (ФІФА) Протокол (УЄФА) |       |

| Віндзор Парк, Белфаст Арбітр: Іштван Вад (Угорщина) |

| 15 листопада 2021 21:45 (19:45 GMT) |

| Північна Ірландія | 0:0                             | Італія |
| ----------------- | ------------------------------- | ------ |
|                   | Протокол (ФІФА) Протокол (УЄФА) |        |

| Віндзор Парк, Белфаст Арбітр: Іштван Ковач (Румунія) |

| 15 листопада 2021 21:45 (20:45 CET) |

| Швейцарія                                              | 4:0                             | Болгарія |
| ------------------------------------------------------ | ------------------------------- | -------- |
| - Окафорд 48' - Варгас 57' - Іттен 72' - Фройлер 90+1' | Протокол (ФІФА) Протокол (УЄФА) |          |

| Свісспорарена, Люцерн Арбітр: Бенуа Бастьєн (Франція) |

## Дисциплінарні покарання
Гравець автоматично пропускає наступний матч за наступні дисциплінарні порушення:
- Червона картка (відсторонення за червону картку може бути збільшене за серйозні порушення)
- 2 жовті картки у двох різних матчах (відсторонення за червону також поширюється і на плей-оф, але не на фінальний турнір чи і подальші міжнародні матчі)

Гравці відбули (чи відбудуть) наступні дисциплінарні покарання:
| Команда           | Гравець           | Порушення                                                          | Відсторонено на матч(і)           |
| ----------------- | ----------------- | ------------------------------------------------------------------ | --------------------------------- |
| Болгарія          | Атанас Ілієв      | пр. Пн. Ірландії (31 березня 2021) пр. Литви (5 вересня 2021)      | пр. Литви (9 жовтня 2021)         |
| Болгарія          | Микола Михайлов   | пр. Литви (5 вересня 2021)                                         | пр. Литви (9 жовтня 2021)         |
| Болгарія          | Валентин Антонов  | пр. Пн. Ірландії (31 березня 2021) пр. Литви (9 жовтня 2021)       | пр. Пн. Ірландії (12 жовтня 2021) |
| Болгарія          | Георгій Йомов     | пр. Італії (2 вересня 2021) пр. Литви (9 жовтня 2021)              | пр. Пн. Ірландії (12 жовтня 2021) |
| Італія            | Мануель Локателлі | пр. Болгарії (28 березня 2021) пр. Литви (31 березня 2021)         | пр. Болгарії (2 вересня 2021)     |
| Литва             | Федір Черних      | пр. Швейцарії (28 березня 2021) пр. Болгарії (5 вересня 2021)      | пр. Італії (8 вересня 2021)       |
| Литва             | Домантас Шимкус   | пр. Італії (31 березня 2021) пр. Болгарії (5 вересня 2021)         | пр. Італії (8 вересня 2021)       |
| Литва             | Егідіюс Вайткунас | пр. Італії (31 березня 2021) пр. Болгарії (9 жовтня 2021)          | пр. Швейцарії (12 жовтня 2021)    |
| Північна Ірландія | Джордж Севілл     | пр. Італії (25 березня 2021) пр. Болгарії (31 березня 2021)        | пр. Литви (2 вересня 2021)        |
| Північна Ірландія | Патрік Макнейр    | пр. Болгарії (31 березня 2021) пр. Литви (2 вересня 2021)          | пр. Швейцарії (8 вересня 2021)    |
| Північна Ірландія | Джамал Льюїс      | пр. Швейцарії (9 жовтня 2021)                                      | пр. Болгарії (12 жовтня 2021)     |
| Швейцарія         | Ремо Фройлер      | пр. Іспанії на Євро 2020 (2 липня 2021)                            | пр. Італії (5 вересня 2021)       |
| Швейцарія         | Фабіан Фрай       | пр. Італії (5 вересня 2021) пр. Швейцарії (8 вересня 2021)         | пр. Пн. Ірландії (9 жовтня 2021)  |
| Швейцарія         | Деніс Закарія     | пр. Пн. Ірландії (8 вересня 2021) пр. Пн. Ірландії (9 жовтня 2021) | пр. Литви (12 жовтня 2021)        |
| Швейцарія         | Мануель Аканджі   | пр. Болгарії (25 березня 2021) пр. Італії (12 листопада 2021)      | пр. Болгарії (15 листопада 2021)  |

## Позначки
1. ↑  EET (UTC+2) для матчів у березні та листопаді 2021, та EEST (UTC+3) для решти матчів.